# Robert Budzynski
Robert Budzynski (Calonne-Ricouart, 21 maggio 1940 – 17 luglio 2023) è stato un calciatore e dirigente sportivo francese, di ruolo difensore.

## Biografia

### Calciatore
Budzynski si formò nei club amatoriali di Béthune e di Auchel, in cui giocò dal 1953 fino al 1958, anno in cui esordì in massima serie con la maglia del Lens. Nel 1963 Budzynski fu acquistato dall'allora neopromosso Nantes, con cui vinse due campionati consecutivi (1964-65 e 1965-66) ed esordì in nazionale, collezionando undici presenze in due anni e partecipando ai mondiali del 1966. Concluse la sua carriera a soli 29 anni a causa di un infortunio alla tibia e al perone.

### Dirigente
Conclusasi la carriera di calciatore, Budzynski restò in società divenendone direttore sportivo (fu il primo caso nella storia del calcio francese), mansione che ricoprì fino all'ottobre del 2005, in cui raggiunse l'età pensionabile.

## Palmarès

### Club
- Campionato francese: 2

Nantes: 1964-1965, 1965-1966
- Supercoppa francese: 1

Nantes: 1965